# Osama Vinladen
Osama Vinladen Jiménez López (Rioja, 7 de outubro de 2002) é um futebolista peruano que atua como meio-campista. Atualmente joga pelo Unión Comercio.

## Carreira local
Nascido em Rioja, Vinladen fez sua estreia profissional pelo Unión Comercio na Primera División peruana em 30 de maio de 2018, contra o Universidad San Martín. Ele começou no banco de reservas e entrou aos 87 minutos. O jogo terminou em 0-0.

## Carreira internacional
Vinladen fez parte da seleção sub-15 do Peru que participou do Campeonato Sul-Americano Sub-15 de 2017.

## Vida pessoal
Vinladen recebeu esse nome em homenagem a Osama bin Laden, saudita conhecido por ser o fundador do grupo terrorista Al-Qaeda e o mentor dos ataques de 11 de setembro de 2001.  A diferença na grafia se deve ao fato de o "v" ter som semelhante ao "b" em espanhol. Vinladen tem um irmão chamado Sadam Huseín, grafia espanhola do ex-presidente iraquiano Saddam Hussein.
Sobre seu nome incomum, Vinladen disse: "No Peru há uma pessoa chamada Hitler. Jesus salvou o mundo e há pessoas que se chamam Jesus que fazem mal. Só porque existiu um Osama que matou gente, não acho que deva haver uma lei sobre o nome. Chama muita atenção, pelo que vejo." 